# Medard Czobot
Medard Czobot (lit. Medardas Čobotas; * 26. Mai 1928 in Miedniki Królewskie, Polen; † 30. August 2009 in Vilnius) war ein litauischer Mediziner und Politiker. Er gehörte der polnischen Minderheit in Litauen an.

## Leben
Von 1946 bis 1950 arbeitete er in der Apotheke Nr. 6 als Assistent in Vilnius. 1956 absolvierte er das Studium der Medizin an der Vilniaus universitetas und von 1956 bis 1960 arbeitete er in der Bezirkspoliklinik Vilnius, ab 1960 als wissenschaftlicher Mitarbeiter und stellv. Direktor im Institut für experimentelle und klinische Medizin. 1964 promovierte er in Medizin.
Von 1990 bis 1996 war er Mitglied im Seimas, 1992 ausgewählt im Wahlbezirk Naujamiestis als Mitglied von Lietuvos krikščionių demokratų partija. Von 1997 bis 2000 war er Mitglied im Stadtrat Vilnius. Er arbeitete als oberster Gerontologe am Gesundheitsministerium Litauens und war Präsident des litauischen Vereins der Gerontologen und Geriater.
Ab Juni 1995 war er Rektor der Trečiojo amžiaus universitetas (TAU).
Sein Grab befindet sich im Friedhof Antakalnis.